# Whiteochloa semitonsa
Whiteochloa semitonsa är en gräsart som först beskrevs av Ferdinand von Mueller och George Bentham, och fick sitt nu gällande namn av Charles Edward Hubbard. Whiteochloa semitonsa ingår i släktet Whiteochloa och familjen gräs. Inga underarter finns listade i Catalogue of Life.